# Urduja
Prinzessin Urduja (* um 1350; † um 1400) ist eine epische Kriegerprinzessin der Philippinen und Heldin der Provinz Pangasinan. Ihr Name stammt von dem Sanskritwort „Urja“ (Atem) ab. Sie war eine Adlige und stammte vermutlich aus der Kaste der Maharlika (Kriegerkaste) oder der Datu (Fürsten). Der marokkanische Händler Ibn Battuta (* 1304; † 1368 oder 1377) erwähnte sie im Bericht über seine Reise von Marokko nach China.

## Regentschaft
Gemäß Ibn Battutas Berichten kam er nach Tawalisi, nachdem er auf seinem Weg nach China durch Sumadra (heute Sumatra) reiste. In Tawalisi traf er auf Urduja, Herrscherin über Kaylukari. Er berichtet, Prinzessin Urduja sei Tochter des Herrschers von Tawalisi gewesen, der ebenfalls Tawalisi hieß. Dieser besaß eine Armada, mit der er gegen das von den Mongolen besetzte China vorgehen wollte.
In Battutas Berichten wird Urduja als Kriegerin dargestellt, deren Streitmacht sowohl männliche, als auch weibliche Maharlika angehörten. Sie soll, so Battuta, selbst in Schlachten gekämpft und sich mit anderen Kriegern duelliert haben. Ferner berichtet er, sie habe geschworen, nur einen Mann zu heiraten, der sie in einem Duell bezwingen könne. Aber keiner riskierte es, sich mit ihr in einem Kampf zu messen.
Durch ihr militärisches Geschick und ihr Vorhaben, ihre Truppen nach Indien zu begleiten, beeindruckte sie den Marokkaner. Sie überraschte ihn zugleich noch, mit ihren Türkischkenntnissen und indem sie Ibn Battuta und seiner Crew ein Bankett bereitete und ihnen Gewänder, Reis, zwei Wasserbüffel und vier große Fässer Ingwer, Pfeffer, Zitronen und Mangos, eingelegt in Salz, zu ihrer Reise nach China gab. Battuta benötigte dann 17 Tage, um von Tawalisi nach China zu gelangen.

## Historische Untersuchungen
José Rizal vermutete, dass Tawalisi in den nördlichen Regionen der heutigen Philippinen gelegen haben müsse, da Ibn Battuta die Reise nach China in nur wenigen Tagen bewältigte. Dies nimmt auch Austin Craig an, ein Historiker der University of the Philippines, er ist davon überzeugt, dass Tawalisi im heutigen Pangasinan gelegen haben muss. Er beruft sich darauf, dass ihre Geschenke an Battutas Männer typisch für diese Region seien, und dass es bei den Ibaloi, einer philippinischen Volksgruppe der Region, die Legende einer Herrscherin Udayan gäbe, welche die Berg- und Talregionen Pangasinans und der Provinz Benguet in einer Allianz vereinigt habe.

## Animationsfilm
APT Entertainment, Seventoon and Imaginary Friends (nicht mit IFS Singapore verbandelt) produzierten einen Zeichentrickfilm, basierend auf den Berichten sowie der Legende der Prinzessin Urduja. Der Film feierte 2008 seine Premiere auf den Philippinen. Regine Velasquez spricht die Stimme von Prinzessin Urduja. Andere Schauspieler sind Cesar Montano, Eddie Garcia, Johnny Delgado, Michael V. und Allan K.
Die Musik zum Film wurde komponiert von Ogie Alcasid, der Liedtext verfasst von Joey de Leon.